# Династија Вителсбах
Династија Вителсбах је европска краљевска породица и немачка династија из Баварске.
Чланови породице су владали као војводе, кнежеви-изборници и краљеви Баварске (1180—1918), грофови Рајнског палатината (1214-1803 и 1816-1918), маркгрофови Бранденбурга (1323-1373), грофови Холандије, Еноа и Зеланда (1345-1432), надбискупи-изборници Келна (1583—1761), војводе Јилиха и Берга (1614-1794 / 1806), краљеви Шведске (1441-1448 и 1654-1720) и војводе од Бремен-Вердена (1654—1719). Породица је дала два света римских царева (1328—1347 / 1742-1745), једног краља Римљана (1400—1410), два антикраља Чешке (1619—20 / 1742-43), једног краља Угарске (1305—1309), једног краља Данске и Норвешке (1440—1447) и један краља Грчке (1832—1862).
Потомци су грофа Лиутполда и његових наследника грофова Шејерн. Године 1115. гроф Отон IV од Шејерна се преселио се у тврђаву Вителсбах недалеко од Ајхаха у Баварској по којој је породица добила име. Његов син Отон VI добио је 1180. од краља Фридриха I војводство Баварску и постао изборни кнез под именом Отон I Баварски.
Отон II Баварски је у 13. веку проширио породични посед и добио титулу фалачког кнеза. Породица се 1255. поделила на две гране; Лудвиг II је узео Фалачку и Горњу Баварску, а његов брат Хајнрих I Доњу Баварску. Част изборног кнеза, у почетку заједничка, припала је 1356. фалачкој линији, а 1623. баварској линији. Фалачка лоза дала је њемачког краља Рупрехта који је владао од 1400. до 1410. и шведске краљеве у раздобљу од 1654. до 1718. године.
Максимилијан III Јозеф био је последњи потомак директне линије Вителсбаховаца који је владао у Баварској. Наследио га је Карл Теодор из фалачке линије, који је ујединио Фалачку и Баварску и постао изборни кнез. Године 1806. баварски војвода Максимилијан IV Јозеф је крунисан за баварског краља као Максимилијан I. Посљедњи баварски краљ био је Лудвиг III који је абдицирао 1918. године. Породична глава, од 1996. године, је Франц, војвода од Баварске.
Грб данашње савезне државе Баварске изведен је из грба породице Вителсбах.